# Jikradia basipendula
Jikradia basipendula är en insektsart som beskrevs av Nielson 1979. Jikradia basipendula ingår i släktet Jikradia och familjen dvärgstritar. Inga underarter finns listade i Catalogue of Life.